# Keitai Kareshi
Keitai Kareshi (携帯彼氏 lit. Novio telefónico?), también conocida como Mobile Boyfriend o de forma abreviada KeiKare, es una película japonesa dirigida por Shinju Funabiki, estrenada el 24 de octubre de 2009 y protagonizada por Umika Kawashima, Aki Asakura y Hideo Ishiguro, entre otros. Se basa en la novela móvil homónima de Kagen. La película cuenta con tres secuelas, Keitai Kanojo, Keitai Kanojo + y Keitai Kareshi +, las cuales fueron estrenadas en 2011 y 2012, respectivamente.

## Argumento
La estudiante de secundaria Mayumi Osanai (Miki Nakagawa) se suicida dejando atrás un mensaje diciendo que su "novio" quería asesinarla. Sus amigas, Satomi Ueno (Umika Kawashima) y Yūka Onodera (Aki Asakura), investigan su supuesto suicidio y rápidamente vinculan su muerte a un juego de simulación de teléfono móvil llamado Keitai Kareshi. El juego es distribuido por el popular sitio de juegos móviles "I-Scream", y permite a los jugadores elegir avatares e intercambiar mensajes con su novio telefónico, mientras que un medidor de amor determina lo bien que al jugador le está yendo. Satomi entonces descarga al novio telefónico de Mayumi, Riku (Takuya Uehara), cuyos mensajes pronto asustan a Satomi. Su compañera de trabajo, Eri (Nozomi Maeda), descarga a Riku a su teléfono al ver que a Satomi se le habían acabado casi todos los puntos.
Poco después, Eri muere electrocutada y una horrorizada Satomi se da cuenta de que los rumores sobre el juego eran ciertos, llegando a la conclusión el jugador muere cuando el medidor de amor se queda sin puntos o este se llena por completo. Yūka también tiene un novio telefónico, Masaya (Atsushi Hashimoto), y sabiendo que la iba a matar pronto, Satomi lo traspasa al teléfono de su jefa Ishikawa en medio de su desesperación para salvar a su amiga, siendo esta la única forma de salvarse de una muerte segura. Al día siguiente, Ishikawa muere a causa de un misterioso accidente. El misterio se profundiza aún más cuando Satomi descubre a un avatar con la apariencia de Naoto Takahara (Hideo Ishiguro), un estudiante de último año de quien estaba enamorada.

## Reparto
- Umika Kawashima como Satomi Ueno
- Aki Asakura como Yūka Onodera
- Hideo Ishiguro como Naoto Takahara
- Shigemitsu Ogi como Masaru Igarashi
- Mari Hoshino como Miki Asanuma
- Yūka Onishi como Etsuko Ueno
- Takuya Uehara como Riku Sasayama
- Motoki Ochiai como Masatoshi Kaneda
- Atsushi Hashimoto como Masaya Katsuragi
- Nozomi Maeda como Eri Aikawa
- Sakina Kuwae como Kumi Saitō
- Tsugumi Shinohara como Aki Harada
- Miki Nakagawa como Mayumi Osanai
- Ikumi Hisamatsu como Kazue Osanai
- Maki Aizawa como Empleada
- Daisuke Watanabe como Ryō (cameo)